# WiiWare遊戲列表
WiiWare遊戲列表為任天堂自2008年3月起提供『Wii』遊戲主機的軟體下載服務「Wii Ware」的遊戲作品列表。
- 依據日本當地提供下載的開始日期排序。
- 價格的單位為「Wii Point」。（1 Wii Point = 1 日圓）
- 以下發售日期皆為預定，可能會有所變更。
- 標記有 ● 符號的軟體，為支援或預定支援 Nintendo WiFi Connection 的軟體。

## 2008年
- 3月 （仮称）（Arc System Works）
- 3月 小國王與約定之國 Final Fantasy 水晶年代記（小さな王様と約束の国 ファイナルファンタジー・クリスタルクロニクル）（SQUARE ENIX、1500 Wii Point）
- 3月 （Bandai Namco Games）
- 春 JOYSOUND Wii（暫定）（HUDSON）
- 春 Star Soldier R（スターソルジャーR）（HUDSON）●
- 春 轟炸超人（暫稱）（ボンバーマン）（仮称）（HUDSON）

## 2009年
- 8月 ポケモン不思議のダンジョン冒険団シリーズ

## 下載日未定
- 春 （仮称）（任天堂）
- 春 醫生及細菌撲滅（暫稱）（任天堂）●
- 春 （仮称）（任天堂）
- 春 （仮称）（任天堂）
- 春 （仮称）（G-Mode）